# Partido Popular Europeu
O Partido Popular Europeu (PPE) é um partido político europeu democrata-cristão/conservador. O PPE (ou EPP em língua inglesa) é "uma família de centro-direita cujas raízes estão no fundo da história da civilização europeia, União Europeia, pioneiro do projeto europeu desde o seu início".
O PPE é desde 1999, o partido com maior representatividade no Parlamento Europeu (com 265 membros), no Conselho Europeu desde 2002, e na Comissão Europeia. A Presidência do Conselho Europeu e da Comissão Europeia, pertencem neste momento ao PPE. Muitos dos fundadores da União Europeia, foram também os fundadores do PPE.
O partido foi fundado em 1976, e, conta com membros em todos os países-membros da União Europeia, tendo como partidos influentes a nível europeu como a União Democrata-Cristã (Alemanha), Os Republicanos (França), o Partido Popular (Espanha), a Plataforma Cívica (Polónia) e o Partido Social Democrata (Portugal).

## História
O PPE foi fundado a 8 de Julho de 1976 no Luxemburgo, partindo da iniciativa de Jean Seitlinger, do então primeiro-ministro belga, Leo Tindemans, que viria a ser o primeiro presidente do partido, e de Wilfried Martens, que viria também posteriormente  a ser primeiro-ministro da Bélgica e
presidente do Partido.
É de notar porém, que algumas associações políticas de centro-direita já estariam em movimento, podendo nesse sentido ser consideradas antecessoras do PPE. Como por exemplo Nouvelles Equipes Internationalesem 1946 ou 1948, ou através da União Europeia de Democratas-Cristãos, fundada em 1965. No entanto, existe o argumento de que o PPE descende do Secretariado Internacional dos Partidos Democratas de inspiração cristã, fundado em 1925.
O importante movimento surgiu nos finais da década de 1990, quando o político finlandês Sauli Niinistö, negociou a junção da União Democrata Europeia (EDU), da qual era Presidente, com o PPE.
Em outubro de 2002, a EDU cessou as suas atividades, após ter sido formalmente absorvida pelo PPE, numa iniciativa que teve lugar no Estoril, Portugal. Como reconhecimento dos seus esforços, Niinistö foi eleito no mesmo ano, presidente honorário do PPE.
Desde a sua fundação o PPE teve seis Presidentes:
1. Leo Tindemans (1976–1985)
2. Piet Bukman (1985–1987)
3. Jacques Santer (1987–1990)
4. Wilfried Martens (1990–2013)
5. Joseph Daul (2013-2022)
6. Manfred Weber (2022-)

## Plataforma e Manifesto Político

### Manifesto Político e Plataforma
Durante o seu Congresso de Bucareste em 2012, o Partido Popular Europeu renovou a sua plataforma política, após 20 anos da realização do Congresso em Atenas de 1992. Aprovou também o seu manifesto político que resume os seus principais valores e políticas.
Entre eles, salienta-se:
·       A liberdade como um direito humano fundamental, juntamente com responsabilidade
·       Respeito pelas tradições e associações
·       Solidariedade para ajudar aqueles que têm necessidade, que por sua vez também deve fazer um esforço para melhorar a sua situação
·       Garantir finanças públicas sólidas
·       Preservação de um ambiente saudável
·       Subsidiariedade
·       Democracia pluralista e Economia Social de Mercado
O manifesto também descreve quais as prioridades do PPE para a União Europeia:
·       União Política Europeia
·       Eleição direta do presidente da Comissão Europeia
·       Realização do mercado único europeu
·       Promover a família, melhorar a educação e saúde
·       Fortalecimento da política comum de imigração e asilo e integração de imigrantes
·       Continuar o alargamento da UE, o reforço da Política Europeia de vizinhança e oferecer enquadramentos especiais de relacionamento para os países que não podem ou não querem aderir à UE
·       A definição de uma verdadeira política energética comum da UE
·       O fortalecimento dos partidos políticos europeus

## Estrutura

### Organização

#### Presidência
A presidência é o órgão executivo do partido. Decide quais as linhas políticas gerais do partido e preside também a Assembleia Política. A Presidência é composta pelo presidente, dez vice-presidentes, os presidentes honorários, o secretário-geral e um tesoureiro. Para além disso, o presidente do Grupo PPE no Parlamento Europeu, os Presidentes da Comissão, do Parlamento, do Conselho,o Alto Representante (desde que os mesmos pertençam a um partido membro) sendo todos  ex
officio vice-presidentes.
Desde da realização do Congresso do PPE em 2012, em Bucareste,  e da eleição de Joseph Daul no dia 12 de novembro de 2013 pela Assembleia Política, a presidência é constituída por:
·       
Joseph Daul – Presidente
·       
Antonio Lopez-Isturiz White – Secretário-geral
·       
Peter Hintze – Vice-presidente
·       
Michel Barnier - Vice-presidente
·       
Antonio Tajani – Vice-presidente
·       
Johannes Hahn – Vice-presidente
·       
Paulo Rangel – Vice-presidente
·       
Jacek Saryusz-Wolski – Vice-presidente
·       
Corien Wortmann-Kool – Vice-presidente
·       
Lucinda Creighton – Vice-presidente
·       
Tobias Billström – Vice-presidente
·       
Anca Boagiu – Vice-presidente
·       
Ingo Friedrich – Tesoureiro
·       
José Manuel Barroso – Ex officio Vice-presidente
·       
Herman Van Rompuy – Ex officio Vice-presidente
·       
Leo Tindemans – Presidente honorário
·        Sauli Niinistö- Presidente honorário

#### Assembleia Política
A Assembleia Política define as posições políticas do partido entre Congressos, decide sobre a adesão de novos membros, orientações políticas e orçamentos. A Assembleia Política é composta por delegados designados pelos diversos membros, associações e grupos do PPE.
A Assembleia Política reúne pelo menos três vezes por ano. 

#### Congresso
O Congresso é o órgão máximo de decisão do partido, sendo composto por diversos delegados indicados pelos diversos partidos, associações e grupos que fazem parte do PPE.
Segundo os seus estatutos, o Congresso deve reunir pelo menos a cada três anos, contudo, habitualmente reúne também nos anos de eleições para o Parlamento Europeu (a cada cinco anos), sendo que congressos extraordinários podem (e têm sido) realizados. O que significa que, normalmente o Congresso reúne com mais frequência do que apenas de três em três anos.
O último Congresso do PPE, realizou-se em Bucareste, em Outubro de 2012.  

### Atividade

#### Cimeiras
Habitualmente algumas horas antes de se realizar a reunião do Conselho Europeu, os líderes do PPE reúnem-se na Cimeira do PPE, com o intuito de definirem tomadas de posição comuns para o Conselho.
Os convites são enviados pelo Presidente do PPE, e no encontro para além da presidência do partido, todos os presidentes e primeiro-ministros membros do Conselho Europeu, que pertençam ao PPE têm assento; fazem parte também, os presidentes do Parlamento Europeu, da Comissão Europeia e do Conselho Europeu, assim como o Alto Representante da União Europeia para os Negócios Estrangeiros, desde que pertençam ao PPE; ou vice-primeiros-ministros, ministros no caso do primeiro-ministro do país em questão não pertencer a nenhum partido que seja membro do PPE (ex: em governos de coligação); no caso de não existir um partido membro do PPE no governo, é convidado o líder do maior partido da oposição. 

#### Reunião de Ministros
Seguindo o padrão da Cimeira do PPE, nos últimos
anos o partido tem organizado regularmente Reuniões de Ministros do PPE, que
antecedem as reuniões do Conselho da União Europeia com os ministros,
vice-primeiros-ministros, secretários de estado e MEPs ( Membros do Parlamento
Europeu) relacionados com o assunto em questão. 
Atualmente o PPE organiza um total de doze Reuniões
de Ministros:
·       Assuntos Gerais
·       Negócios Estrangeiros
·       Economia e Finanças
·       Assuntos Internos
·       Justiça
·       Defesa
·       Emprego e Assuntos Sociais
·       Indústria 
·       Agricultura
·       Energia
·       Ambiente

#### Outras actividades
O PPE também organiza grupos de trabalho em
diversos assuntos e também numa base ad hoc, reuniões com os seus membros
afiliados da Comissão Europeia, convidando também a título individual Comissários
para as Cimeiras e encontro de Ministros. 
Na sequência da alteração do regulamento da União
Europeia que rege os partidos europeus, o PPE como um
desses partidos, é responsável pela organização da campanha pan-europeia para
as eleições europeias a cada cinco anos.
De acordo com o Tratado de
Lisboa, o PPE (como todos os partidos europeus) tem de apresentar, como parte
da campanha para as eleições europeias, um candidato à Presidência da Comissão
Europeia.

## Financiamento
Enquanto partido político europeu registado, o partido tem direito a financiamento público europeu, que tem recebido continuamente desde 2004.
Apresenta-se de seguida a evolução do financiamento público europeu recebido pelo partido.
Montante (€)Financiamento público europeu dos partidos políticos europeus03.000.0006.000.0009.000.00012.000.00015.000.00018.000.0002004200720102013201620192022Montantes máximos de financiamento públicoMontantes de financiamento público efetivamente recebidos
Em conformidade com o Regulamento relativo aos partidos políticos europeus e às fundações políticas europeias, o partido também angaria fundos privados para cofinanciar as suas actividades. A partir de 2025, os partidos europeus devem angariar, pelo menos, 10% das suas despesas reembolsáveis a partir de fontes privadas, enquanto o restante pode ser coberto através de financiamento público europeu.
Segue-se a evolução das contribuições e donativos recebidos pelo partido.
Montante (€)Contribuições angariadas pelos partidos políticos europeus400.000600.000800.0001.000.0001.200.0001.400.0001.600.0001.800.00020042008201220162020PPE
Montante (€)Donativos angariados pelos partidos políticos europeus03060901201502004200720102013201620192022PPE

## Membros

### Partidos políticos

#### Membros actuais
| País          | Nome                                                    | Nome     | Status             |
| ------------- | ------------------------------------------------------- | -------- | ------------------ |
| Alemanha      | União Democrata-Cristã                                  | CDU      | Oposição           |
| Alemanha      | União Social-Cristã                                     | CSU      | Oposição           |
| Áustria       | Partido Popular Austríaco                               | ÖVP      | Governo            |
| Bélgica       | Democratas-Cristãos e Flamengos                         | CD&V     | Governo            |
| Bélgica       | Centro Democrático Humanista                            | cdH      | Oposição           |
| Bulgária      | Cidadãos pelo Desenvolvimento Europeu da Bulgária       | GERB     | Governo            |
| Bulgária      | Democratas por uma Bulgária Forte                       | DSB      | Extra-parlamentar  |
| Bulgária      | União das Forças Democráticas                           | SDS      | Extra-parlamentar  |
| Bulgária      | Partido Democrata                                       | DP       | Extra-parlamentar  |
| Bulgária      | Movimento Cidadãos pela Bulgária                        | BCM      | Extra-parlamentar  |
| Croácia       | União Democrática Croata                                | HDZ      | Governo            |
| Chéquia       | União Cristã e Democrata - Partido Popular Checoslovaco | KDU–ČSL  | Oposição           |
| Chéquia       | TOP 09                                                  | TOP 09   | Oposição           |
| Chipre        | Aliança Democrática                                     | DISY     | Governo            |
| Dinamarca     | Partido Popular Conservador                             | C        | Oposição           |
| Dinamarca     | Democratas-Cristãos                                     | KD       | Extra- parlamentar |
| Eslováquia    | Movimento Democrata Cristão                             | KDH      | Extra-parlamentar  |
| Eslováquia    | Most-Hid                                                | Most-Hid | Extra-parlamentar  |
| Eslováquia    | Partido da Comunidade Húngara                           | SMK/MKP  | Extra-parlamentar  |
| Eslovênia     | Partido Democrático Esloveno                            | SDS      | Governo            |
| Eslovênia     | Partido Popular Esloveno                                | SLS      | Extra-parlamentar  |
| Eslovênia     | Nova Eslovénia                                          | NSi      | Governo            |
| Espanha       | Partido Popular                                         | PP       | TBD                |
| Estónia       | União Pro Patria e Res Publica                          | I        | Governo            |
| Finlândia     | Partido da Coligação Nacional                           | KOK      | Governo            |
| França        | Os Republicanos                                         | LR       | Oposição           |
| Grécia        | Nova Democracia                                         | ND       | Governo            |
| Irlanda       | Fine Gael                                               | FG       | Governo            |
| Itália        | Força Itália                                            | FI       | Governo            |
| Itália        | União dos Democratas-Cristãos e Democratas de Centro    | UdC      | Oposição           |
| Itália        | Alternativa Popular                                     | AP       | Extra-parlamentar  |
| Itália        | Populares pela Itália                                   | PpI      | Extra-parlamentar  |
| Letónia       | Nova Unidade                                            | JV       | Governo            |
| Lituânia      | União da Pátria - Democratas-Cristãos                   | TS-LKD   | Oposição           |
| Luxemburgo    | Partido Popular Social Cristão                          | CSV      | Oposição           |
| Malta         | Partido Nacionalista                                    | PN       | Oposição           |
| Países Baixos | Apelo Cristão-Democrático                               | CDA      | Governo            |
| Polónia       | Plataforma Cívica                                       | PO       | Oposição           |
| Polónia       | Partido Popular Polaco                                  | PSL      | Oposição           |
| Portugal      | Partido Social Democrata                                | PPD/PSD  | Governo            |
| Portugal      | CDS – Partido Popular                                   | CDS-PP   | Governo            |
| Roménia       | Partido Nacional Liberal                                | PNL      | Governo            |
| Roménia       | União Democrática dos Húngaros na Roménia               | UDRM     | Apoio parlamentar  |
| Roménia       | Partido do Movimento Popular                            | PMP      | Apoio parlamentar  |
| Suécia        | Partido Moderado                                        | M        | Governo            |
| Suécia        | Os Democratas Cristãos                                  | KD       | Governo            |

#### Associados
| País               | Nome | Nome      | Status            |
| ------------------ | --- | --------- | ----------------- |
| Albânia            | Partido Democrático da Albânia                                                                          | PDSh      | Oposição          |
| Macedônia do Norte | Organização Revolucionária Interna da Macedónia - Partido Democrático para a Unidade Nacional Macedónia | VMRO-DPNE | Oposição          |
| Noruega            | Partido Conservador                                                                                     | H         | Governo           |
| Sérvia             | Partido Progressista Sérvio                                                                             | SNS       | Governo           |
| Sérvia             | Aliança dos Húngaros de Vojvodina                                                                       | VMSZ/SVM  | Apoio parlamentar |
| Suíça              | O Centro                                                                                                | CVP       | Governo           |

#### Observadores
| País                 | Nome                                             | Nome                         | Status            |
| -------------------- | ------------------------------------------------ | ---------------------------- | ----------------- |
| Armênia              | Partido Republicano da Armênia                   | HHK                          | Oposição          |
| Armênia              | Estado de Direito                                | OEK                          | Extra-parlamentar |
| Armênia              | Herança                                          | Herança                      | Extra-parlamentar |
| Bielorrússia         | Democracia Cristã Bielorrussa                    | BCD                          | Extra-parlamentar |
| Bielorrússia         | Partido Cívico Unido da Bielorrússia             | AHP                          | Extra-parlamentar |
| Bielorrússia         | Movimento pela Liberdade                         | MFF                          | Extra-parlamentar |
| Bósnia e Herzegovina | Partido da Ação Democrática                      | SDA                          | Governo           |
| Bósnia e Herzegovina | União Democrática Croata da Bósnia e Herzegovina | HDZBiH                       | Governo           |
| Bósnia e Herzegovina | Partido do Progresso Democrático                 | PDP                          | Oposição          |
| Bósnia e Herzegovina | União Democrática Croata 1990                    | HDZ 1990                     | Extra-parlamentar |
| Finlândia            | Partido Democrata-Cristão                        | KD                           | Governo           |
| Geórgia              | Movimento Nacional Unido                         | UNM                          | Oposição          |
| Geórgia              | Geórgia Europeia                                 | Geórgia Europeia             | Oposição          |
| Itália               | Partido Popular Sudtirolês                       | SVP                          | Oposição          |
| Itália               | Partido Autónomo Trentino Tirolês                | PATT                         | Oposição          |
| Moldávia             | Partido Liberal Democrata da Moldávia            | PLDM                         | Extra-parlamentar |
| Moldávia             | Partido da Plataforma Dignidade e Verdade        | PPDA                         | Extra-parlamentar |
| Moldávia             | Partido da Ação e Solidariedade                  | PAS                          | Governo           |
| Noruega              | Partido Democrata Cristão                        | KrF                          | Oposição          |
| San Marino           | Partido Democrata Cristão de San Marino          | PDCS                         | Oposição          |
| Kosovo               | Liga Democrática do Kosovo                       | LDK                          | Governo           |
| Ucrânia              | Aliança Democrática                              | Aliança Democrática          | Extra-parlamentar |
| Ucrânia              | Solidariedade Europeia                           | Solidariedade Europeia       | Oposição          |
| Ucrânia              | Autossuficiência                                 | Autossuficiência             | Oposição          |
| Ucrânia              | União Pan-Ucraniana "Pátria"                     | União Pan-Ucraniana "Pátria" | Oposição          |
| Ucrânia              | Aliança Democrática Ucraniana pela Reforma       | UDAR                         | Extra-parlamentar |

#### Suspenso
| País    | Partido                       | Status  |
| ------- | ----------------------------- | ------- |
| Hungria | Fidesz - União Cívica Húngara | Governo |

#### Cisão
Em março de 2009 o Partido Conservador britânico anunciou a intenção de abandonar o PPE para formar um novo grupo parlamentar com partidos eurocéticos polacos, checos e letões. 
Apesar de já ter sido suspenso pelo bloco conservador europeísta em 2019, em 2021, o Fidesz anuncia sua retirada oficial ao PPE após uma alteração do regulamento interno que pretendia facilitar a sua exclusão.

### Membros individuais
O partido também inclui vários membros individuais, embora, tal como a maioria dos outros partidos europeus, não tenha procurado desenvolver a adesão individual em massa.
Segue-se a evolução da filiação individual no partido desde 2019.
Membros individuaisMembros individuais dos partidos políticos europeus9121518212427201920202021202220232024PPE

## Nas Instituições Europeias
O PPE detém a Presidência
de duas das três principais instituições europeias: a Comissão Europeia,
liderada por José Manuel Barroso (PSD) e do Conselho Europeu liderado por
Herman Van Rompuy (CD&V), nomeado pelo PPE como primeiro Presidente
permanente.

### Panorama das instituições europeias
| Organização        | Instituição                            | Número de lugares  |
| ------------------ | -------------------------------------- | ------------------ |
| União Europeia     | Parlamento Europeu                     | 182 / 720          |
| União Europeia     | Comissão Europeia                      | 11 / 27            |
| União Europeia     | Conselho Europeu (Chefes de Governo)   | 11 / 27            |
| União Europeia     | Conselho da União Europeia (Ministros) |                    |
| União Europeia     | Comité das Regiões                     | 118 / 329          |
| Conselho da Europa | Assembleia Parlamentar                 | 132 / 612 (PPE/DC) |

### Conselho Europeu
O PPE tem 12 dos 28 chefes de Estado ou de Governo que frequentam as cimeiras de preparação para o Conselho Europeu:
| Chipre    | Nicos Anastasiades  | Presidente                          | DISY        | 28 de fevereiro de 2013 |
| Finlândia | Jyrki Katainen      | Primeiro-ministro                   | KOK         | 22 de junho de 2011     |
| Alemanha  | Angela Merkel       | Chanceler                           | CDU         | 22 de novembro de 2005  |
| Grécia    | Antonis Samaras     | Primeiro-ministro                   | ND          | 20 de junho de 2012     |
| Hungary   | Viktor Orbán        | Ministro-presidente                 | Fidesz      | 29 de maio de 2010      |
| Letónia   | Laimdota Straujuma  | Ministro-presidente                 | V           | 22 de janeiro de 2014   |
| Polónia   | Donald Tusk         | Presidente do Conselho de Ministros | PO          | 16 de novembro de 2007  |
| Portugal  | Pedro Passos Coelho | Primeiro-ministro                   | PSD         | 21 de junho de 2011     |
| Irlanda   | Enda Kenny          | Taoiseach[a 1]                      | Fine Gael   | 9 de março de 2011      |
| Romania   | Traian Băsescu      | Presidente                          | PD-L        | 23 de maio 2007         |
| Spain     | Mariano Rajoy       | Presidente do Governo               | PP          | 21 de dezembro de 2011  |
| Sweden    | Fredrik Reinfeldt   | Primeiro-ministro                   | Moderaterna | 6 de outubro de 2006    |

O PPE também tem outros chefes de Estado ou de Governo que normalmente não fazem parte do Conselho Europeu nem das cimeiras PPE, desde que a responsabilidade pertença aos outros líderes de seus países. Como é o caso de: Rosen Plevneliev (Bulgária, GERB), János Áder (Hungria, Fidesz) , Bronisław Komorowski (Polónia, PO), Aníbal Cavaco Silva (Portugal, PSD), Sauli Niinistö (Finlândia, KOK).

### Comissão Europeia
O PPE durante a sua campanha europeia para as eleições de 2009, mais precisamente no decorrer do seu Congresso em Varsóvia em abril, renomeou José Manuel Durão Barroso como candidato à reeleição como Presidente da Comissão, caso as eleições fossem ganhas. Uma vez que o PPE ganhou, a nomeação de Durão Barroso foi aprovada pelo Conselho Europeu, e foi eleito por maioria absoluta no Parlamento Europeu para um segundo mandato.
Em 27 de novembro de 2009, Durão Barroso revelou a "Comissão Barroso II", que inclui um total de 13 (de 27) comissários do PPE:
| Portugal   | José Manuel Durão Barroso | Presidente                                                                  | PSD    |
| Luxemburgo | Viviane Reding            | Vice-presidente; Justiça, Direitos Fundamentais e Cidadania                 | CSV    |
| Itália     | Antonio Tajani            | Vice-presidente; Indústria e Empreendedorismo                               | FI     |
| Letónia    | Andris Piebalgs           | Desenvolvimento                                                             | Nenhum |
| França     | Michel Barnier            | Mercado Interno e Serviços                                                  | UMP    |
| Lituânia   | Algirdas Šemeta           | Fiscalidade e União Aduaneira, Auditoria e Luta contra a Fraude             | TS–LKD |
| Polónia    | Janusz Lewandowski        | Programação Financeira e Orçamento                                          | PO     |
| Bulgária   | Kristalina Georgieva      | Cooperação Internacional, Ajuda Humanitária e Resposta a Situações de Crise | Nenhum |
| Alemanha   | Günther Oettinger         | Energia                                                                     | CDU    |
| Áustria    | Johannes Hahn             | Política Regional                                                           | ÖVP    |
| Dinamarca  | Connie Hedegaard          | Clima                                                                       | KFP    |
| Roménia    | Dacian Cioloş             | Agricultura e Desenvolvimento Rural                                         | Nenhum |
| Malta      | Tonio Borg                | Saúde e Defesa do Consumidor                                                | PN     |

### Parlamento Europeu
Artigo principal através de: Grupo Parlamento Europeu)
No Parlamento Europeu, o PPE tem o maior grupo parlamentar - o Grupo do PPE - com 270 deputados presidido também pelo presidente do PPE, o deputado francês Joseph Daul.
Em todas as eleições europeias, os candidatos eleitos nas listas dos partidos membros do PPE são obrigados a integrar o Grupo do PPE no Parlamento Europeu.
No atual mandato do 7.º Parlamento Europeu (2009-2014), o PPE é a único partido europeu que tem um grupo parlamentar totalmente correspondente.
Depois de presidir ao Parlamento com MEP polaco Jerzy Buzek, na primeira metade do período 2009-2014, na segunda metade o Grupo do PPE detém sete das catorze vice-presidências da câmara europeia.

## Além da União Europeia
Através dos seus associados e partidos observadores, o PPE tem quatro Chefes de Estado e de Governo dos países europeus não pertencentes à UE e um dos três membros da Presidência da Bósnia, que são em conjunto o Chefe de Estado do país. Eles são convidados a participar de cimeiras e reuniões PPE:
| Arménia   | Serzh Sargsyan    | Presidente                   | HHK        | 9 de abril de 2008     |
| Bósnia    | Bakir Izetbegović | Membro bósnio da Presidência | SDA        | 10 de novembro de 2010 |
| Macedónia | Nikola Gruevski   | Primeiro-ministro            | VMRO-DPMNE | 27 de agosto de 2006   |
| Moldávia  | Iurie Leancă      | Primeiro-ministro            | PLDM       | 25 de abril de 2013    |
| Noruega   | Erna Solberg      | Primeiro-ministro            | Høyre      | 16 de outubro 2013     |

O partido tem também outros chefes de Estado e de Governo, mas normalmente não participam nas reuniões uma vez que os outros líderes dos seus países já as frequentam. Eles são o primeiro-ministro Vjekoslav Bevanda (Bósnia e Herzegovina, HDZ), presidente Gjorge Ivanov (Antiga República Jugoslava da Macedónia, VMRO-DPMNE), presidente Bujar Nishani (Albânia, PD) e o presidente Abdullah Gul (Turquia, AKP). O mesmo é o caso de Doris Leuthard (PVC), membro do Conselho Federal Suíço e Teodoro Lonfernini (PDCs), uma das duas capitães-regentes de São Marino.

### No Conselho Europeu
O grupo do PPE na Assembleia Parlamentar do Conselho da Europa defende a liberdade de expressão e informação, bem como a livre circulação de ideias e tolerância religiosa. Promove o princípio da subsidiariedade e da autonomia local, bem como a defesa das minorias nacionais, sociais e outros. O PPE / CD grupo é liderado por Pedro Agramunt do partido espanhol Partido Popular.
O grupo PPE / CD inclui também membros de partidos que não estão relacionados com o próprio PPE, incluindo membros da União Patriótica (Liechtenstein), o Partido dos Cidadãos Progressistas (Liechtenstein), a União Nacional e Democrática (Mónaco) ou o Partido Progressivo Sérvio.

### Na Organização para a Segurança e Cooperação na Europa
O PPE e o Grupo são os membros mais ativos na assembleia parlamentar da Organização para a Segurança e Cooperação na Europa (OSCE). O Grupo reúne-se regularmente e promove as posições do PPE aos níveis do processo de tomada de decisão. Os membros do Grupo do PPE também participam em missões de observação eleitoral da OSCE e estão empenhados na promoção dos valores e práticas democráticas.
O Grupo é presidido por Walburga Habsburg Douglas (Suécia) e os vice-presidentes são: Consiglio Di Nino (Canadá), Vilija Aleknaite Abramikiene (Lituânia), Laura Allegrini (Itália) e George Tsereteli (Geórgia).
Este grupo inclui também membros de partidos não relacionados com o PPE. Entre eles estão os membros da União Patriótica (Liechtenstein), União para o Principado (Mónaco), o Partido Conservador do Reino Unido, o Partido Conservador do Canadá e do Partido Republicano dos Estados Unidos.

### Na Organização do Tratado do Atlântico Norte
Seguindo os estatutos do Partido, o PPE também está presente na Organização do Tratado do Atlântico Norte (OTAN), na Assembleia Parlamentar (NATO-PA) onde forma o grupo "PPE e Associados". É um grupo político ativo, liderado pelo político alemão Karl Lamers CDU, que também é o atual Presidente da NATO-PA.

### Relações dentro dos Estados Unidos
O PPE tem estreitas relações com o Instituto Republicano Internacional (IRI), uma organização financiada pelo governo norte-americano, especialmente para promover a democracia e democratização. PPE e IRI cooperaram no âmbito da "Iniciativa de Parceria Europeia».
O Presidente do PPE Wilfried Martens endossou o senador John McCain (também é presidente IRI), o candidato republicano à presidência, nos Estados Unidos, à eleição de 2008.
Em 2011, Martens e McCain fizeram algumas declarações à imprensa conjunta expressando as suas preocupações sobre o estado da democracia na Ucrânia e o julgamento politicamente motivado contra a ex-PM Yulia Tymoshenko.

### Redes globais
O PPE é a ala Europeia de duas organizações multilaterais globais de centro-direita: a União Internacional Democrata (IDU) e da Internacional Democrata Cristã (CDI).

## Centro de Estudos Europeus
Artigo completo em: Centre for European Studies (think tank)
Na sequência da revisão de 2008, do Regulamento da UE que rege os partidos políticos europeus e que permite a criação de fundações europeias filiadas aos partidos europeus , o PPE oficializou o Centro de Estudos Europeus (CES).
O CES inclui como membros todos os principais think thank e fundações filiadas nos partidos nacionais membros, a saber: Konrad Adenauer Foundation (CDU), a Fundação Hanns Seidel (CSU), a Fundação para a Análise e Estudos Sociais (PP), Constantinos Karamanlis Instituto para a Democracia ( ND ), Jarl Fundação Hjalmarson ( MOD ), a Academia político do Partido Popular Austríaco (OVP) e outros. Durante a campanha das eleições europeias de 2009, o CES lançou uma página de campanha na internet ' tellbarroso.eu ', bem sucedida no apoio a José Manuel Barroso, o candidato do PPE, à reeleição como Presidente da Comissão.
Também são parceiros do Partido Popular Europeu, o Instituto Robert Schuman com sede em Budapeste e a Fundação Robert Schuman, sediada no Luxemburgo.

## Associações PPE
O PPE está ligado a várias associações específicas que se concentram em grupos específicos. Muitas vezes, por conta própria, organizam seminários, fóruns, publicações e outras atividades. Essas associações são:

### Pequenos e médios empresários na Europa (PME)
Artigo principal: SME
A PME da Europa, é a organização de negócios oficial do Partido Popular Europeu e serve como uma rede de políticos pró-negócios e organizações políticas . O seu principal objetivo é a moldar a política da UE de uma forma mais amigável das PME, em estreita colaboração com o Círculo das PME do Grupo PPE no Parlamento Europeu , DG Empresa e as organizações pró- negócios dos partidos nacionais membros do PPE. A importância do trabalho da PME Europa pode ser visto no facto de que as PME são consideradas como o fator-chave para empregos sustentáveis, crescimento e prosperidade.
A sua prioridade é a reforma do quadro jurídico para as PME em toda a Europa, para promover e apoiar os interesses das pequenas e médias empresas que - devido à sua vontade de assumir riscos e responsabilidade - são o motor da economia europeia.
PME Europa foi fundada em Maio de 2012, por três deputados do Parlamento Europeu, Paul Rübig, Nadezhda Neynsky e Bendt Bendtsen. A associação vai estar no centro da campanha política do Partido Popular Europeu para a eleição do Parlamento Europeu, em 2014, com seu foco claro sobre as estratégias para gerenciar e superar a crise económica na Europa.

### Estudantes Democratas Europeus
Artigo principal: European Democrat Students
Os Estudantes Democratas Europeus ( EDS ) é a organização oficial do PPE dos alunos. Desde que foi fundada em 1961, a EDS reúne estudantes e jovens líderes políticos de toda a Europa para promover uma troca política.
Apesar de ser uma organização de estudantes e, portanto, ter um interesse especial em temas como o processo de Bolonha, a organização é especialmente consciente da importância da promoção de valores como a liberdade, a democracia e os direitos humanos .
Liderados por Eva Majewski, a estrutura tem 40 organizações membros, que representam cerca de 1.600.000 estudantes e jovens em todo o continente e, atualmente, está representada em 31 países, incluindo os Estados-Membros não pertencentes à UE , como a Bielorrússia e Geórgia.
A EDS não é uma organização centralizada, é uma " organização de organizações ", uma estrutura de rede, cujo objetivo geral é o de agregar o poder dos vários membros, a fim de dar aos jovens e estudantes uma voz forte.
Todos os anos a organização acolhe universidades de Verão e de Inverno e vários seminários. Também publica regularmente uma revista chamada " Bullseye " e desenvolve campanhas, através de várias formas.

### União Sénior Europeia
Fundada em Madrid em 1995 e liderada por Ann Hermans membro da CD & V, a União Europeia Senior (ESU) é a maior organização política dos idosos na Europa.
O ESCU está representada em 26 estados com 45 organizações e cerca de 500.000 membros e é dedicada ao avanço dos direitos dos cidadãos seniores europeus e o seu envolvimento na sociedade. Os objetivos do ESCU são a promoção do papel dos idosos no envelhecimento das sociedades europeias, a luta contra a discriminação dos idosos, os sistemas de pensões europeus, idosos e voluntariado, relacionamento intergeracional e participação.

### União Europeia de Trabalhadores Democratas Cristãos
A União Europeia de Trabalhadores Democratas Cristãos (UETDC) é a organização dos trabalhadores do PPE com 24 organizações membros, de 18 países diferentes.
Como sendo a associação de trabalhadores oficialmente reconhecida pelo PPE, a UETDC é liderada por Elmar Brok, deputado, e tem como objetivo: pressionar para a unificação política de uma Europa democrática, para promover o desenvolvimento do PPE com base na doutrina cristã-social; ao representar e defender os interesses dos trabalhadores na política europeia, para trabalhar para a realização dos princípios e políticas cristãs-sociais nos movimentos dos trabalhadores europeus; intensificar a cooperação com os trabalhadores e seus representantes para realizar passo a passo o modelo social europeu. Portanto, nos últimos anos, a UETDC fez um grande esforço para influenciar a política de emprego e defender uma Europa com justiça social.

### Mulheres do Partido Popular Europeu
A associação das mulheres do Partido Popular Europeu (EPP Women) é reconhecida pelo PPE como a associação oficial de mulheres de todos os partidos políticos da Europa que pensam da mesma forma. A associação tem mais de 40 organizações membros dos países da União Europeia e não só. Todas as organizações membros são organizações de mulheres de partidos políticos, que são membros do PPE.
É liderada por Doris Pack, por sua vez dedicada ao avanço da participação política das mulheres em toda a Europa e à promoção dos aspectos e temas importantes relacionados com as mulheres.

### Juventude do PPE
Artigo principal: Youth of the European People's Party
A Juventude do Partido Popular Europeu (YEPP), liderada pela portuguesa Lídia Pereira, é a organização de juventude oficial do PPE, possuindo os seus próprios estatutos, programa político e representantes eleitos. Os membros do YEPP são as juventudes partidárias a nível nacional.
O objetivo de todas as 51 organizações membros, bem como do YEPP é proporcionar aos jovens um canal, que permita influenciar a formação das suas sociedades com meios democráticos e de centro-direita, democrata-cristão e ideais conservadoras. Através das suas organizações membros o YEPP reúne entre um e dois milhões de jovens em 38 países da Europa. Isso faz com que o YEPP seja a maior organização política juvenil na Europa.

## Membros
No PPE existem três tipos de membros: membros plenos , membros associados e observadores.
Os membros plenos são todos partidos de membros da UE. Eles têm direitos absolutos de voto em todos os órgãos e em todas as matérias , enquanto isso os membros associados têm os mesmos direitos de voto , excepto para questões relativas à estrutura ou políticas da União Europeia. Estes membros associados são partidos de países candidatos à UE e países da AELC.
Por outro lado , os partidos observadores podem participar em todas as atividades do PPE e participar nos Congressos e Assembleias Políticas, mas não têm direito a voto .
Finalmente, há um estatuto especial de associação que são os " elementos de apoio ", que é concedido pela Presidência para os indivíduos e associações. Embora não tenham direito a voto, podem ser convidados pelo Presidente a participar em reuniões de certos órgãos do partido.
É importante notar que os comissários Dacian Ciolos , Kristalina Georgieva e Andris Piebalgs são membros do PPE embora não pertençam a nenhum partido nacional dos seus países.